# Stenocatantops philippinensis
Stenocatantops philippinensis är en insektsart som beskrevs av Willemse, F.M.H. 1968. Stenocatantops philippinensis ingår i släktet Stenocatantops och familjen gräshoppor. Inga underarter finns listade i Catalogue of Life.